# Mowa Szatana
Mowa Szatana (tytuł oryginalny Satan Speaks!) – piąta i ostatnia książka napisana przez Antona Szandora LaVeya przed jego śmiercią. Została opublikowana przez wydawnictwo Feral House i zawiera przedmowę autorstwa Marilyna Mansona oraz wstęp autorstwa Blanche Barton. Okładkę książki zaprojektował artysta Coop.
Książka składa się z 61 krótkich esejów, poruszających różnorodne tematy. Wszystkie te teksty można traktować jako „doktrynę” Kościoła Szatana.